# Madonna della Neve (Cervia)
Die Kirche Madonna della Neve ist ein religiöses Bauwerk in Cervia.
Der Kult der Vergine della Neve (Maria Schnee) geht auf eine Legende aus dem 4. Jahrhundert zurück und war so tief in der Bevölkerung verwurzelt, dass die Salinenarbeiter sie schon in der Antike zu ihrer Schutzheiligen wählten.
Sie mussten jedoch bis 1603 warten, bis in Cervia Vecchia, inmitten der Salinen, nahe der Straße nach Forli , eine Kirche mit ihren Namen gebaut wurde. Es war ein nüchternes Gebäude mit zwei Pilastern, die einen sehr hohen Eingang einrahmten. Etwa ein Jahrhundert lang beherbergte es hinter dem Altar das berühmte gleichnamige Gemälde von Barbara Longhi, das heute im Dom von Cervia aufbewahrt wird.
Mit dem Abriss der Altstadt Ende des 17. Jahrhunderts begann der Niedergang dieser Kultstätte, die als Beinhaus für die aus dem alten Friedhof ausgegrabenen Cervianer diente, aber dennoch Ziel einer jährlichen Prozession mit der Burchiella war. Dieser Brauch verschwand allmählich, bis er 1867 eingestellt wurde, als die Kirche enteignet, profaniert und für öffentliche Besuche geschlossen wurde.
Aber selbst diese Tatsache hat die Verehrung der Menschen in Cervia für ihr Symbol nie beeinträchtigt und lebt im Namen einer sehr aktiven Pfarrei in der Region Malva weiter. Der Cerveser Architekt Domenico Zamagna hat ein neues modernes Kirchengebäude realisiert.
Am 8. Dezember 2007, nach einer Unterbrechung von 140 Jahren, wurde die neue Kirche durch den Erzbischof von Ravenna–Cervia Giuseppe Verucchi eingeweiht.